# Leptarctia albinucha
Leptarctia albinucha är en fjärilsart som beskrevs av Rothschild 1935. Leptarctia albinucha ingår i släktet Leptarctia och familjen björnspinnare. Inga underarter finns listade i Catalogue of Life.